# Hypodiscus rigidus
Hypodiscus rigidus är en gräsväxtart som beskrevs av Maxwell Tylden Masters. Hypodiscus rigidus ingår i släktet Hypodiscus och familjen Restionaceae. Inga underarter finns listade i Catalogue of Life.